# Delpydora macrophylla
Espèce
Statut de conservation UICN

 VU D2 : Vulnérable
Classification phylogénétique
Delpydora macrophylla est une espèce de plantes à fleurs de la famille des Sapotaceae. C'est un arbre endémique au Gabon.

## Répartition
Confiné à la région de Libreville au Gabon.

## Conservation
L'espèce est menacée par la déforestation et l'exploitation forestière.